# Zwilag

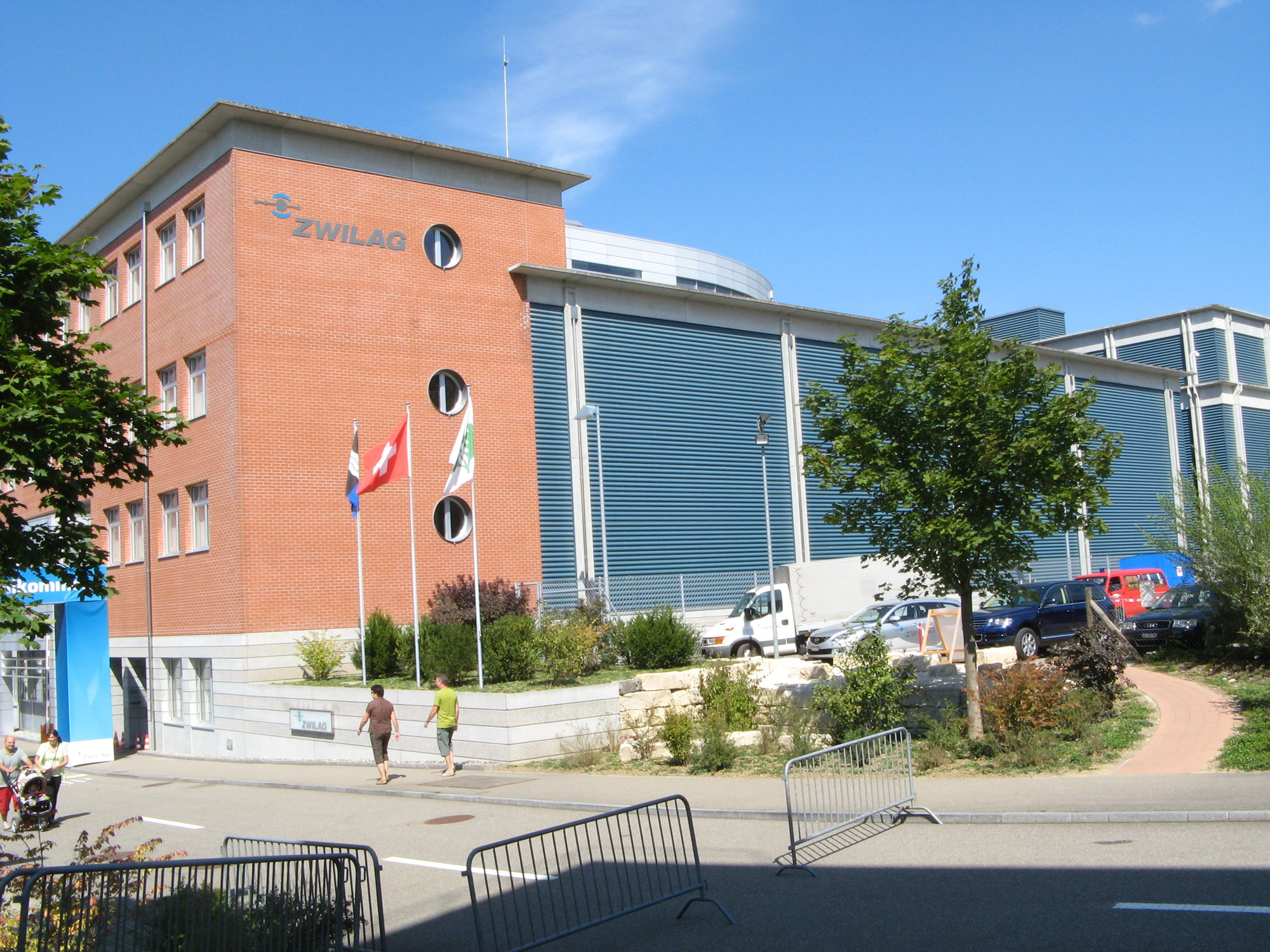
Entrée du bâtiment principal de Zwilag.

Le Zwilag (de l'allemand Zwischenlager,  « dépôt intermédiaire ») est un des sites d'entreposage temporaire de déchets radioactifs issus de l'industrie nucléaire suisse et est situé sur le territoire de la commune de Würenlingen dans le canton d'Argovie à côté de l'Institut Paul Scherrer. Il est géré par la société privée Zwischenlager Würenlingen AG, fondée en 1990 en tant que société anonyme. Les opérateurs de centrales nucléaires en Suisse en sont actionnaires, la répartition des parts étant effectuée au prorata de la puissance de chaque centrale.  
Le dépôt comporte deux halles dédiées respectivement au stockage des assemblages combustible usagés non-retraités et des déchets vitrifiés issus du retraitement d'assemblages combustibles dans les usines de La Hague et de Sellafield, ainsi qu'aux déchets de faible et moyenne activité issus de l'exploitation des centrales nucléaires. Le dépôt possède une torche à plasma dédiée au traitement et au conditionnement de déchets de faible activité afin de réduire leur volume. 
Les premiers éléments combustibles y sont stockés depuis juillet 2001 et les premiers déchets vitrifiés depuis décembre 2001. En 2016, les derniers déchets vitrifiés issus du retraitement ont été rapatriés depuis La Hague et Sellafield. 
Il ne doit pas être confondu avec le Dépôt intermédiaire fédéral (en allemand Bundeszwischenlager) qui ne stocke que des déchets produits ou récupérés par la Confédération, issus essentiellement de la médecine, de l'industrie et de la recherche, qui est géré par l'Institut Paul Scherrer. 